# Number one (película)
Number one es una película italiana dirigida por Gianni Buffardi con Renzo Montagnani, Luigi Pistilli, Claude Jade, Chris Avram y Guido Mannari y estrenada en 1973. Tras desaparecer rápidamente de la circulación en 1973 debido a la censura política, la película fue restaurada en 2021 y reapareció en los cines y en su estreno mundial en televisión.

## Acción
Roma. En el club nocturno "Number One", lugar de encuentro de artistas, playboys y mafiosos, los crímenes están a la orden del día. Robo de arte, tráfico de drogas. El propietario Leo (Venantino Venantini) y el jefe de la agencia de fotografía Benni (Chris Avram) están al mando. En una villa de Roma, Teddy Garner Jr. (Paolo Malco) llora la muerte de su esposa Deborah con sus amigos Massimo (Guido Mannari) y Dino (Howard Ross). Pero le aseguran que su muerte es beneficiosa porque querían divorciarse. El primer resultado es un suicidio, pero el inspector Vinci (Renzo Montagnani) lo duda y comienza su investigación. Teddy Garner ha huido del país para evitar ser procesado. Rápidamente surgen conexiones con el robo de arte organizado, en el que Massimo y Dino participan activamente y no rehúyen el asesinato. Vinci trabaja ahora junto al "Capitano" (Luigi Pistilli), el comandante de los carabinieri. Sylvie Boisset (Claude Jade), actriz y modelo de moda y amiga de Benni, es la única que acude al funeral de Deborah. Informa a los carabinieri sobre el escondite de los cuadros robados en un monasterio. Más tarde, Sylvie visita a su amigo Massimo, que le advierte sobre Leo y el Comendador (Renato Turi). Ella aprende cosas terribles de Massimo. Mientras tanto, la policía ha registrado el monasterio, ha encontrado las pinturas y ha detenido al prior. Tras el encuentro con Sylvie, Massimo quiere huir a Suiza con su mujer, la modelo fotográfica Betsy (Isabelle de Valvert), pero ambos caen en una trampa y son tiroteados en un lago, el Lago de Martignano. Sylvie acude de nuevo a los carabinieri y hace una declaración al Capitán sobre la muerte de Deborah: Cuando Tony llegó a casa de Deborah con sus amigos Massimo y Dino, ella estaba desnuda en la cama, echando espuma por la boca después de haber tomado heroína. Dino tranquilizó a sus amigos para que esperaran a que Deborah muriera. Mientras los hombres juegan a las cartas, Deborah finalmente muere tras una larga agonía. Sólo entonces llaman al médico. Y Teddy se va de Italia a toda prisa. El testimonio de Sylvie conduce a otra autopsia del cuerpo de Deborah. Pero los investigadores no pueden encontrar un culpable, porque una y otra vez desaparecen sospechosos o incluso testigos...

## Reparto
- Renzo Montagnani: Comisario Vinci
- Luigi Pistilli: Capitán
- Claude Jade: Sylvie Boisset
- Guido Mannari: Massimo
- Chris Avram: Benni
- Venantino Venantini: Leo
- Howard Ross: Dino Pancani
- Paolo Malco: Teddy Garner Jr
- Massimo Serato: Mino Cattani
- Isabelle de Valvert: Betsy
- Rina Franchetti: la vieja princesa
- Bruno Di Luia: Pupo
- Renato Turi: Comenda
- Rita Calderoni: Mujer con crédito falso
- Andrea Scotti: Hombre con crédito falso

## Historia del rodaje de la película
Nicola Campigli, a quien su difunto padre, Massimo, le deja una fortuna en pinturas en 1971, es víctima de un robo de arte. Como Campigli se relaciona con la jet set de Roma en el club "Number One", conoce al yerno del cómico Totò, el joven productor de cine Gianni Buffardi. Tras descubrir a los ladrones, Campigli y Buffardi investigan el club nocturno y las comisarías de policía. Con una docena de estrellas, entre las que se encuentran los italianos Renzo Montagnani, Luigi Pistilli, Guido Mannari y Venantino Venantini, el rumano Chris Avram y la actriz francesa Claude Jade, se realiza el thriller policíaco Número Uno, que se estrenó finalmente el 28 de mayo de 1973.
Dado que la película muestra referencias muy claras a los juicios que entonces se celebraban en torno al Número Uno y hace reconocer claramente a personas reales, como la muerte de Talitha Getty y la Banda della Magliana (Banda de la Magliana), fue retirada inmediatamente de la circulación tras su proyección: El recuerdo del número uno de la vida real, la discoteca de moda de Roma, que había sido cerrada por consumo de drogas tras una denuncia anónima apenas un año antes, era demasiado vívido. Pero, sobre todo, las personas implicadas eran demasiado fuertes. 
No fue hasta 2021 cuando se descubrieron los negativos en un almacén y la película fue restaurada por el Centro Experimental de Cine y vio su reedición y estreno mundial en televisión.

## Restauración y reedición 2021
La película, cuyos personajes principales son seudónimos de representantes en parte reales de la jet set de la Roma de los años 70, desaparece rápidamente de la escena pública. En 2020, afloran los negativos. El Centro Sperimentale di Cinematografia y la Cineteca Nazionale reconstruyen la película en colaboración con el canal de televisión Cine34. También están presentes en la obra Roberto d'Ettore Piazzoli, el director de fotografía de la época, y Antonello Buffardi, el hijo del director. La película fue restaurada en el 39° Festival de Cine de Turín en Turín en noviembre de 2021. Luca Pallanch, de la Cineteca Nazionale, explica: "La Roma buena, narrada un poco antes por Carlo Lizzani, y la Roma mala, pintada por Gianni Buffardi, son las dos caras de una misma moneda, que ahora se ofrece no sólo a los cinéfilos, sino también a los detectives de la historia italiana."
"Number One" se estrena en televisión el 9 de diciembre de 2021 en Cine 34, un canal dedicado al cine italiano, con una introducción de historia del cine a cargo del crítico de cine Tatti Sanguineti.